# Liski
Liski è una città della Russia europea sudoccidentale, situata nell'oblast' di Voronež, 98 km a sudest del capoluogo sul fiume Don; è capoluogo del distretto omonimo.

## Storia

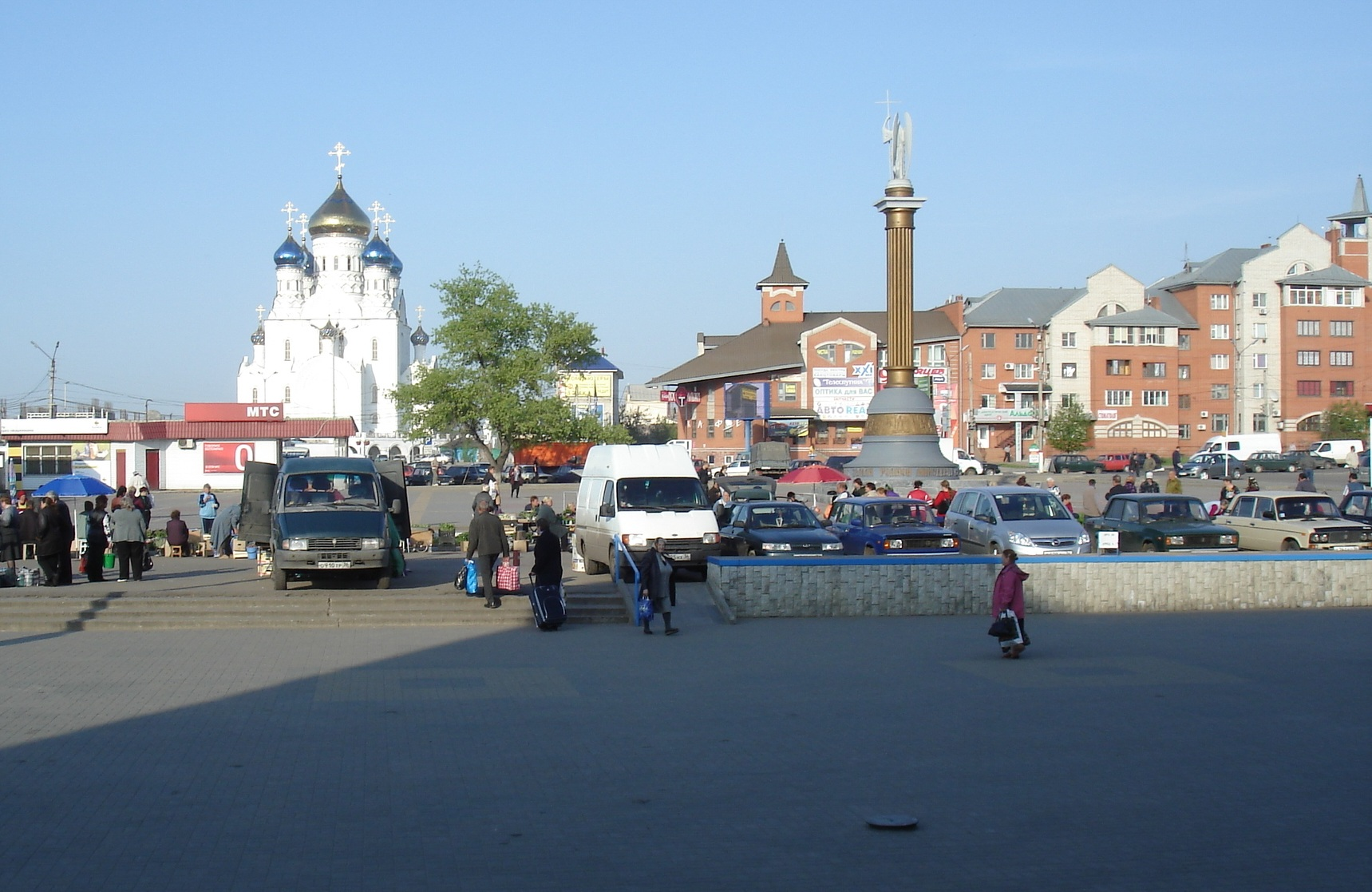

Fondata nel XVI secolo con il nome di Novaja Pokrovka (in russo Новая Покровка?), ottenne lo status di città nel 1937. Nel corso della sua esistenza la cittadina ha subito alcuni cambi di nome:
- nel 1928, da Novaja Pokrovka a Svoboda (Свобода);
- nel 1943, da Svoboda a Liski;
- nel 1965, da Liski a Georgiu Dež (Георгиу-Деж), in onore del leader comunista romeno Gheorghe Gheorghiu-Dej;
- nel 1991, con la dissoluzione dell'Unione Sovietica, ritornò Liski.

## Società

### Evoluzione demografica
Fonte: mojgorod.ru
- 1939: 25.500
- 1970: 48.700
- 1989: 54.000
- 2002: 55.893
- 2006: 53.600